# Jan Sylwestrzak
Jan Wacław Sylwestrzak (ur. 16 września 1941 w Warszawie, zm. 17 grudnia 2018 w Szczecinie) – polski dziennikarz i polityk, w latach 2003–2005 wicewojewoda zachodniopomorski.

## Życiorys
Syn Tadeusza i Anieli. Ukończył technikum leśnictwa, a następnie Wyższą Szkołę Rolniczą w Szczecinie. Został także absolwentem studium dziennikarskiego przy Polskim Radiu i Telewizji, zdał egzaminy na tzw. karty mikrofonową i ekranową. Od 1966 pracował w redakcji rolnej Polskiego Radia, w 1972 przeszedł do redakcji oświaty rolnej Telewizji Polskiej. Zajmował się głównie publicystyką rolną, współtworząc m.in. cykl programów Telewizyjnego Technikum Rolniczego. Zaangażowany w działalność Stowarzyszenia Dziennikarzy Rzeczypospolitej Polskiej, w latach 1991–1996 i 2000–2003 pełnił funkcję prezesa oddziału szczecińskiego tej organizacji.
W 2003 powołany na stanowisko wicewojewody zachodniopomorskiego, funkcję tę pełnił do 2005.
Był działaczem Zjednoczonego Stronnictwa Ludowego i Polskiego Stronnictwa Ludowego, kandydował z ramienia tej partii bez powodzenia do Sejmu w 1997. W 1998 został członkiem Partii Ludowo-Demokratycznej, kierował jej regionalnymi strukturami. Jako działacz tej partii w 2002 bez powodzenia kandydował do sejmiku zachodniopomorskiego z listy SLD-UP. Od 2005 działał w powstałym na bazie rozwiązanej PLD Stronnictwie Gospodarczym, bezskutecznie kandydując z rekomendacji tego ugrupowania w tym samym roku do Senatu z ramienia SLD i w 2007 do Sejmu z listy LiD.
W 2002 otrzymał Krzyż kawalerski Orderu Odrodzenia Polski.